# Зелёный остров (Липецк)
Зелёный остров — остров в городе Липецке. Расположен в русле реки Воронежа северо-восточнее Петровского моста, напротив центрального городского пляжа.
Остров по площади небольшой. Используется преимущественно в рекреационных целях. Название Зелёный неофициальное. Некоторые горожане называют остров также островом Любви — за обилие ив, среди которых всегда можно найти укромное местечко.
Больше двадцати лет с Нижним парком, который расположен северо-западнее Зелёного острова, соединял пешеходный понтонный мост; средний его пролёт был выше остальных, чтобы под ним мог проплыть катер. Мост наводился летом. Убран летом 2006 и весной 2007 года власти решили мост больше не устанавливать. Основной причиной названо отсутствие благоустройства острова, и то, что в случае несчастного случая отвечать за это будет администрация города. Также конструкции моста (крепления, понтоны и якоря) не устроили качеством специалистов МЧС.
В 2017 году в рамках программы по реабилитации реки Воронеж предполагалось проведение намыва 260 тысяч кубометров грунта на Зелёный остров, что будет способствовать в дальнейшем организации на нём рекреационной зоны. Также предполагается строительство на остров моста, который соединит с ним улицу Маяковского. В 2013 году обсуждалось строительство на острове культурного центра «Липецкий цветок» с концертным залом, областной библиотекой и театром танца
Ранее остров использовался общественной группой нудистов, которые проводили там свои мероприятия. В 2000-е остров облюбовали и реконструкторы. Несколько раз там проводился фестиваль «Русборг-Ладейное поле».
В 2020 году остров соединили мостом с правым берегом. В 2021 году на острове прошёл фестиваль рок-музыки Fox Rock Fest, ставший первым крупным фестивалем в России, проведённым с учётом требований пандемии COVID-19. Впоследствии суд Липецка оштрафовал проводивших мероприятие мэрию Липецка и администрацию Липецкой области за нарушение постановления Роспотребнадзора об отмене фестиваля.